# Franz Kapus
Franz Kapus (* 12. April 1909 in Zürich; † 4. März 1981 ebenda) war ein Schweizer Bobpilot. Er gehörte in den 1950er Jahren zu den weltweit besten Bobfahrern und wurde je einmal Olympiasieger und Weltmeister.
Kapus war ein vielseitiger Sportler, der an Wettkämpfen im Turnen, Schwimmen, Schwingen und Amateurboxen teilnahm. Zu seiner erfolgreichsten Sportart, dem Bobfahren, stiess er relativ spät Ende der 1940er Jahre. Bei den Weltmeisterschaften 1950 in Cortina d’Ampezzo und 1951 in L’Alpe d’Huez gewann er jeweils die Bronzemedaille im Viererbob. In St. Moritz siegte er bei der WM 1955 im Viererbob, während er im Zweierbob den dritten Platz belegte. Sein grösster Erfolg war bei den Olympischen Winterspielen in Cortina der Gewinn der Viererbob-Goldmedaille.
Von Beruf war Kapus Mechaniker, was ihm bei der Weiterentwicklung der Bobschlitten zugutekam. Er liess seine Konstruktionen von Physikern und Aerodynamikern ausgiebig testen und setzte deren Vorschläge entsprechend um. Kapus war ausserdem der weltweit erste Bobpilot, der sich beim Start nicht von seinen Begleitern anschieben liess, sondern selbst mit anschob. Für das Trockentraining führte er einen selbst gebauten Rollbob auf Schienen ein. Zu Beginn der 1970er Jahre war er für den japanischen Verband als Berater beim Bau der Olympia-Bobbahn in Sapporo tätig.

## Quelle
- Internationales Sportarchiv (Munzinger-Archiv), 1981.

| Personendaten    | Personendaten       |
| ---------------- | ------------------- |
| NAME             | Kapus, Franz        |
| KURZBESCHREIBUNG | Schweizer Bobfahrer |
| GEBURTSDATUM     | 12. April 1909      |
| GEBURTSORT       | Zürich              |
| STERBEDATUM      | 4. März 1981        |
| STERBEORT        | Zürich              |